# Fritz Ewert
Fritz Ewert (9. února 1937 Düsseldorf – 16. března 1990 Heimerzheim) byl německý fotbalový brankář.

## Fotbalová kariéra
Začínal v TuRU Düsseldorf. V bundeslize chytal za 1. FC Köln, se kterým získal v roce 1964 mistrovský titul. V bundeslize nastoupil ve 45 utkáních. V Poháru mistrů evropských zemí nastoupil ve 3 utkáních a ve Veletržním poháru nastoupil v 10 utkáních. Za západoněmeckou reprezentaci nastoupil v letech 1959–1964 ve 4 utkáních. 

## Ligová bilance
| Ročník                                 | Zápasy | Góly | Klub       |
| -------------------------------------- | ------ | ---- | ---------- |
| Fußball-Oberliga West 1957/1958        | 9      | 0    | 1. FC Köln |
| Fußball-Oberliga West 1958/1959        | 21     | 0    | 1. FC Köln |
| Fußball-Oberliga West 1959/1960        | 30     | 0    | 1. FC Köln |
| Fußball-Oberliga West 1960/1961        | 25     | 0    | 1. FC Köln |
| Fußball-Oberliga West 1961/1962        | 23     | 0    | 1. FC Köln |
| Fußball-Oberliga West 1962/1963        | 21     | 0    | 1. FC Köln |
| Německá fotbalová Bundesliga 1963/1964 | 26     | 0    | 1. FC Köln |
| Německá fotbalová Bundesliga 1964/1965 | 7      | 0    | 1. FC Köln |
| Německá fotbalová Bundesliga 1965/1966 | 12     | 0    | 1. FC Köln |
| 2. nizozemská liga 1966/1967           | -      | -    | AZ Alkmaar |
| CELKEM Německá fotbalová Bundesliga    | 45     | 0    |            |